# Santa Cruz de Riba Tâmega

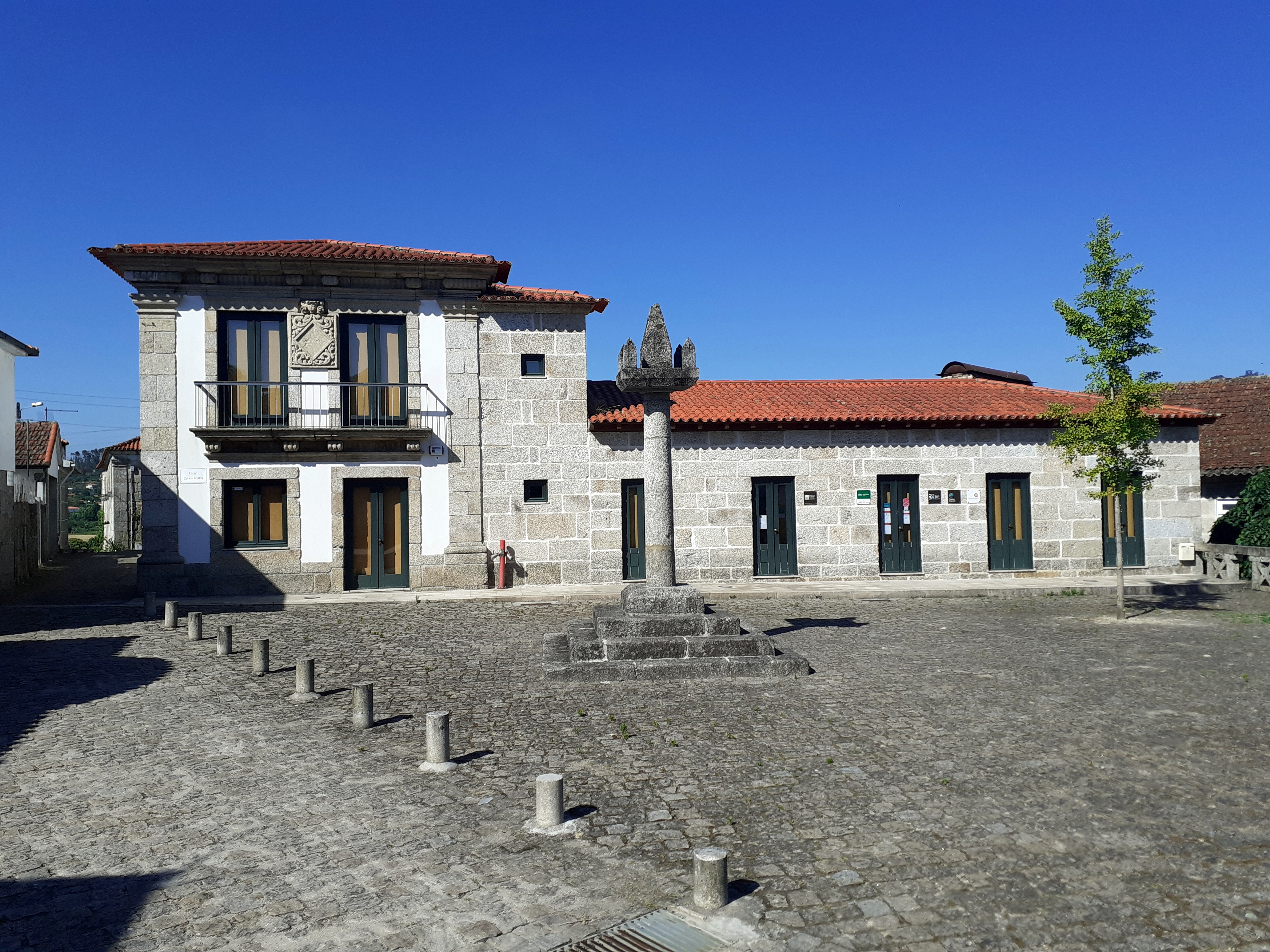
Antigos Passos do Concelho de Santa Cruz do Riba Tâmega

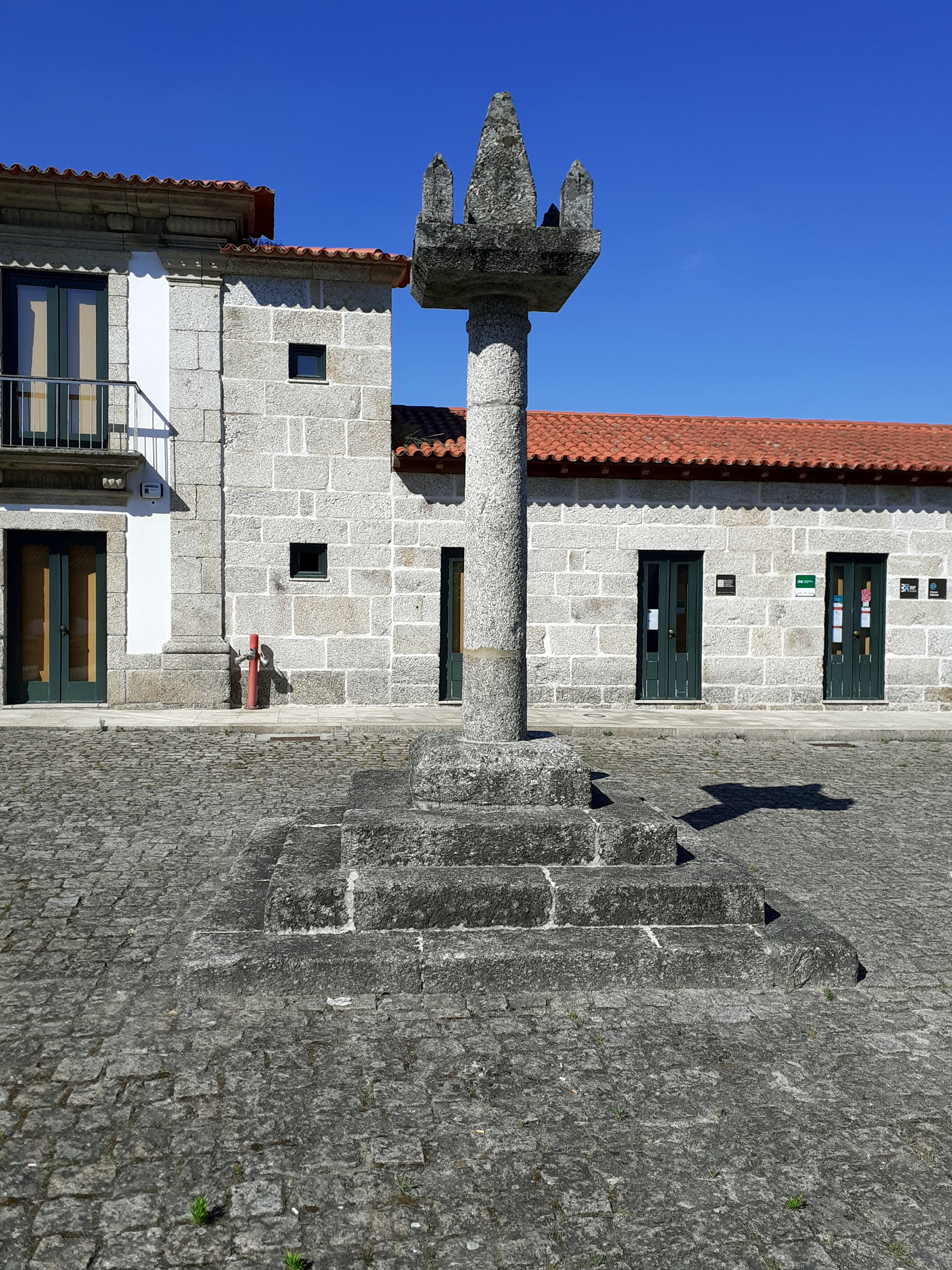
Paços do Concelho Santa Cruz do Riba Tâmega

Santa Cruz de Riba Tâmega é um antigo município português, na zona do Tâmega, que recebeu foral de D. Manuel I em 1 de Setembro de 1513 e foi extinto em Outubro de 1855, sendo integrado na sua maior parte no concelho de Amarante.
A sua sede era a actual vila de Vila Meã, mas o seu território estendia-se também ao longo dos actuais concelhos de Lousada, Felgueiras, Marco de Canaveses e Penafiel, englobando as freguesias de:
- Aião[1]
- Amarante (São Veríssimo)
- Ataíde
- Banho
- Caíde de Rei
- Carvalhosa
- Castelões
- Constance
- Santa Cristina de Figueiró
- Figueiró de Riba Tâmega
- Fregim
- Louredo
- Mancelos
- Oliveira
- Passinhos
- Real
- Santão[2]
- Recezinhos (São Mamede)
- Recezinhos (São Martinho)
- Santo Isidoro
- Toutosa
- Travanca
- Vila Caiz

Após as reformas administrativas do início do liberalismo, anexou as freguesias de Mancelos e Vila Caiz e foram desanexadas as freguesias de Aião, Amarante (São Veríssimo) e Recesinhos (São Martinho).
Tinha, em 1801, 10 838 habitantes e, em 1849, 13 614 habitantes.